# Dignity – Dänisches Institut gegen Folter
Dignity - Dänisches Institut gegen Folter (Eigenschreibweise DIGNITY, dänisch: Dignity - Dansk Institut mod Tortur; englisch: Dignity - Danish Institute Against Torture) ist der Name einer Menschenrechtsorganisation mit Sitz in Kopenhagen. Die Aktivitäten der Einrichtung zielen auf die Abschaffung von Folter und organisierter Gewalt durch Prävention von Folter, Rehabilitierung von Folterüberlebenden sowie die Aufklärung, Dokumentation und Kommunikation über Folter auf wissenschaftlicher Basis.

## Geschichte
Dignity wurde am 30. Oktober 1982 in Kopenhagen unter der Bezeichnung Rehabiliteringscenter for Torturofre RCT (Rehabilitationszentrum für Folteropfer RCT) von einer Gruppe dänischer Ärzte gegründet zu der die bekannte dänische Neurologin Inge Genefke gehörte. Die medizinische Betreuung durch RCT wurde zunächst in der neurologischen Abteilung des Universitätsklinikums Kopenhagen durchgeführt. Seit 1984 verfügt das Zentrum über eigene Räumlichkeiten.
1985 gründete das Zentrum den Internationalen Rehabilitationsrat für Folteropfer (International Rehabilitation Council for Torture Victims IRCT) als private, humanitäre Organisation gegründet. 1997 wurden das RCT und das IRCT in zwei unabhängige Organisationen aufgespalten. Das IRCT ist heute ein internationaler Dachverband für Rehabilitationszentren und -organisationen und DIGINITY Mitgliedsorganisation.
2012 erhielt das Rehabiliteringscenter for Torturofre RCT den heutigen Namen.

## Aktivitäten
Das Institut arbeitet an Projekten, um die Folgen von Folter  zu behandeln und zu dokumentieren, klinische Diagnosen und Behandlungsmethoden für Überlebende von Folter zu entwickeln sowie Öffentlichkeitsarbeit und Wissenstransfer zur Prävention und Aufklärung von Folter durchzuführen. Die Einrichtung ist in Dänemark und auf internationaler Ebene aktiv. Neben der Hauptverwaltung mit etwa 150 Mitarbeitenden in Kopenhagen ist Dignity unter anderem in Nordafrika und dem mittleren Osten etwa über eine Niederlassung in Tunesien präsent.

## Einrichtungen und Projekte

### Rehabilitationsklinik
Dignity unterhält eine eigene, private Rehabilitationsklinik in Kopenhagen, in der seit 1982 mehr als 5000 Folteropfer und traumatisierte Flüchtlinge behandelt wurden. Die Klinik wurde von der dänischen Gesundheitsbehörde (Sundhedsstyrelsen) als spezialisiertes nationales Zentrum für die Behandlung von schwer traumatisierten Flüchtlingen anerkannt.

### Dänische Trauma-Datenbank für Flüchtlinge
Die dänische Trauma-Datenbank für Flüchtlinge (englisch:  Danish Trauma Database for Refugees DTD) ist eine Forschungsdatenbank, die sechs nationale Zentren vereint, welche die Behandlungen für traumatisierte Flüchtlinge anbieten. Sie wird von Dignity koordiniert. In der Datenbank werden jährlich klinische und soziodemografische Daten von etwa 1200 Flüchtlingen gesammelt. Auf diese Weise werden datengestützte Orientierungshilfen für die klinische Behandlungsplanung der betroffenen Patienten und Anregungen Erprobung von Behandlungsmaßnahmen zur Verfügung gestellt.

### Internationale Plattform für Rechenschaftspflicht in Belarus (IAPB)
Dignity koordiniert in Kooperation die Arbeit der Internationale Plattform für Rechenschaftspflicht in Belarus (IAPB), die Beweise für mögliche internationale Verbrechen, welche von den belarussischen Behörden und anderen im Vorfeld und nach den Präsidentschaftswahlen 2020 begangen wurden, sammelt, verifiziert und bewahrt. In der Steuergruppe von IAPB sind außerdem vertreten: die Menschenrechtsorganisationen Menschenrechtszentrum Wiasna (Belarus), Redress (Vereinigtes Königreich) und das Internationale Komitee zur Untersuchung von Folter in Belarus (International Committee for the Investigation of Torture in Belarus).

## Veröffentlichungen
Die Organisation veröffentlicht aus ihrem Fachgebiet wissenschaftliche und edukative Fachberichte, Informationsbroschüren für Betroffene, Angehörige und Mitglieder der Fachberufe sowie politische Stellungnahmen.

## Finanzierung
Dignity ist eine selbstverwaltete, parteipolitisch unabhängige Institution. Die internationale Arbeit der Einrichtung wird unter anderem vom dänischen Außenministerium, der Europäischen Kommission, sowie von staatlichen Einrichtungen aus Schweden, den Niederlanden und der Schweiz unterstützt. Außerdem wird die Arbeit von Dignity durch Stiftungen, Stipendien und die Unterstützung von Privatpersonen ermöglicht. Die Rehabilitationsklinik in Kopenhagen wird von den dänischen Regionen finanziert.